# Titus Flavius Victorinus
Titus Flavius Victorinus war ein im 2. oder 3. Jahrhundert n. Chr. lebender Angehöriger der römischen Armee.
Durch zwei Weihinschriften, die in Colonia Claudia Ara Agrippinensium gefunden wurden, ist belegt, dass Victorinus Centurio in der Legio XXX Ulpia Victrix war. Er weihte den einen Altar dem Gott Mercurius und den zweiten den Muttergottheiten (Matribus Paternis Hiannanef).
Die Inschriften werden in der Epigraphik-Datenbank Clauss-Slaby sowie bei Marcus Reuter in das 2. oder 3. Jahrhundert datiert.